# Galway (Nueva York)
Galway es un pueblo ubicado en el condado de Saratoga en el estado estadounidense de Nueva York. En el año 2000 tenía una población de 1,384 habitantes y una densidad poblacional de 9 personas por km².

## Geografía
Galway se encuentra ubicado en las coordenadas 43°01′43″N 74°01′35″O / 43.02861, -74.02639.

## Demografía
Según la Oficina del Censo en 2000 los ingresos medios por hogar en la localidad eran de $51,155, y los ingresos medios por familia eran $54,119. Los hombres tenían unos ingresos medios de $38,827 frente a los $28,385 para las mujeres. La renta per cápita para la localidad era de $23,425. Alrededor del 5.3% de la población estaban por debajo del umbral de pobreza.